# Splot (tkactwo)
Splot – w tkactwie sposób wzajemnego przeplatania się układów nitek osnowy i wątku w procesie tworzenia tkaniny.

## Opis
Do opisu splotu wykorzystuje się następujące pojęcia:
- Raport splotu {\displaystyle R} – najmniejsza liczba różnie splatających się nitek osnowy i wątku. Wielokrotnie powtarzany raport daje wzór tkaniny. Rozróżnia się raport osnowowy {\displaystyle R_{o}} oraz raport wątkowy {\displaystyle R_{w}.} W splotach zasadniczych oba raporty są sobie równe {\displaystyle R=R_{o}=R_{w}.} W splotach pochodnych zasadniczych {\displaystyle R_{o}\neq R_{w}} (poz. „A” na rys. obok).
- Pokrycie osnowowe – miejsce w tkaninie, w którym nitka osnowy znajduje się nad nitką wątku (poz. „a” na rys. obok)
- Pokrycie wątkowe – miejsce w tkaninie, w którym nitka wątku znajduje się nad nitką osnowy (poz. „b” na rys. obok).

## Projekt tkaniny
Splot jest podstawą rysunku dyspozycyjnego, który zawiera rysunek wzoru tkaniny wraz z przekrojami, sposób przewlekania osnowy przez nicielnice (bardo) i płochę oraz plan sterowania nicielnicami.

Rysunek dyspozycyjny projektu tkaniny

### Rysunek dyspozycyjny
Rysunek dyspozycyjny wykonuje się na specjalnym papierze kratkowym – kratkówce. Do zamalowywania pól pokryć osnowowych używa się koloru czarnego w obrębie raportu. Powtórzenia raportu zamalowuje się kolorem czerwonym (cynober) lub, w rysunku jednobarwnym, kreskuje się pod kątem 45°. Rysunek splotu zawsze rozpoczyna się od pokrycia osnowowego. Na rysunku splotu kolejne nitki osnowy numerowane są od lewej do prawej, a kolejne nitki wątku od dołu do góry. Natomiast kolejne nicielnice numerowane są od góry do dołu. Obecnie projektowanie tkanin jest wspomagane komputerowo.
Na rysunku przedstawiono kompletny rysunek dyspozycyjny tkaniny o splocie skośnym, z dwoma alternatywnymi rozwiązaniami sposobu przewlekania do nicielnic i sterowania nicielnicami. Dla tkanin wąskich i niewielkiej gęstości osnowy stosuje się rozwiązanie C, D, natomiast dla tkanin szerokich i dużej gęstości osnowy, rozwiązanie E, F.
Elementy rysunku:
- A – raport splotu,
- B – sposób przewlekania osnowy do płochy,
- C – sposób przewlekania osnowy do nicielnic,
- D – plan sterowania nicielnicami,
- E – alternatywny sposób przewlekania do nicielnic,
- F – alternatywny plan sterowania nicielnicami,
- G – przekrój tkaniny wzdłuż osnowy,
- H – przekrój tkaniny wzdłuż wątku,
- a) – ilustracja pokrycia osnowowego i sposób jego przedstawiania na rysunku splotu,
- b) – ilustracja pokrycia wątkowego i sposób jego przedstawiania na rysunku splotu.

## Podział splotów
Splot tkacki z przewagą pokryć osnowowych nazywa się osnowowym, a splot z przewagą pokryć wątkowych – wątkowym, natomiast splot, w którym istnieje równowaga pokryć wątkowych i osnowowych, nazywa się dwustronnym. Sploty dzielą się na:
Zasadnicze
- splot płócienny – splot dwustronny, ponieważ istnieje w nim równowaga pokryć osnowowych i wątkowych {\displaystyle {\tfrac {1\quad }{\quad 1}};} wygląd tkaniny po obu stronach jest identyczny;
- splot skośny „S” lub „Z” (np. czteronitkowy {\displaystyle R=4}) – może występować jako:
  - wątkowy {\displaystyle {\tfrac {1\quad }{\quad 3}};}
  - osnowowy {\displaystyle {\tfrac {3\quad }{\quad 1}};}
  - dwustronny {\displaystyle {\tfrac {2\quad }{\quad 2}};}
- splot atłasowy – może występować jako osnowowy (atłas) lub wątkowy (satyna); w niektórych opracowaniach rozdziela się te dwie odmiany splotu atłasowego i odmianę wątkową nazywa się splotem satynowym; prawidłowe zaprojektowanie splotu atłasowego jest dość skomplikowane.

Pochodne zasadniczych

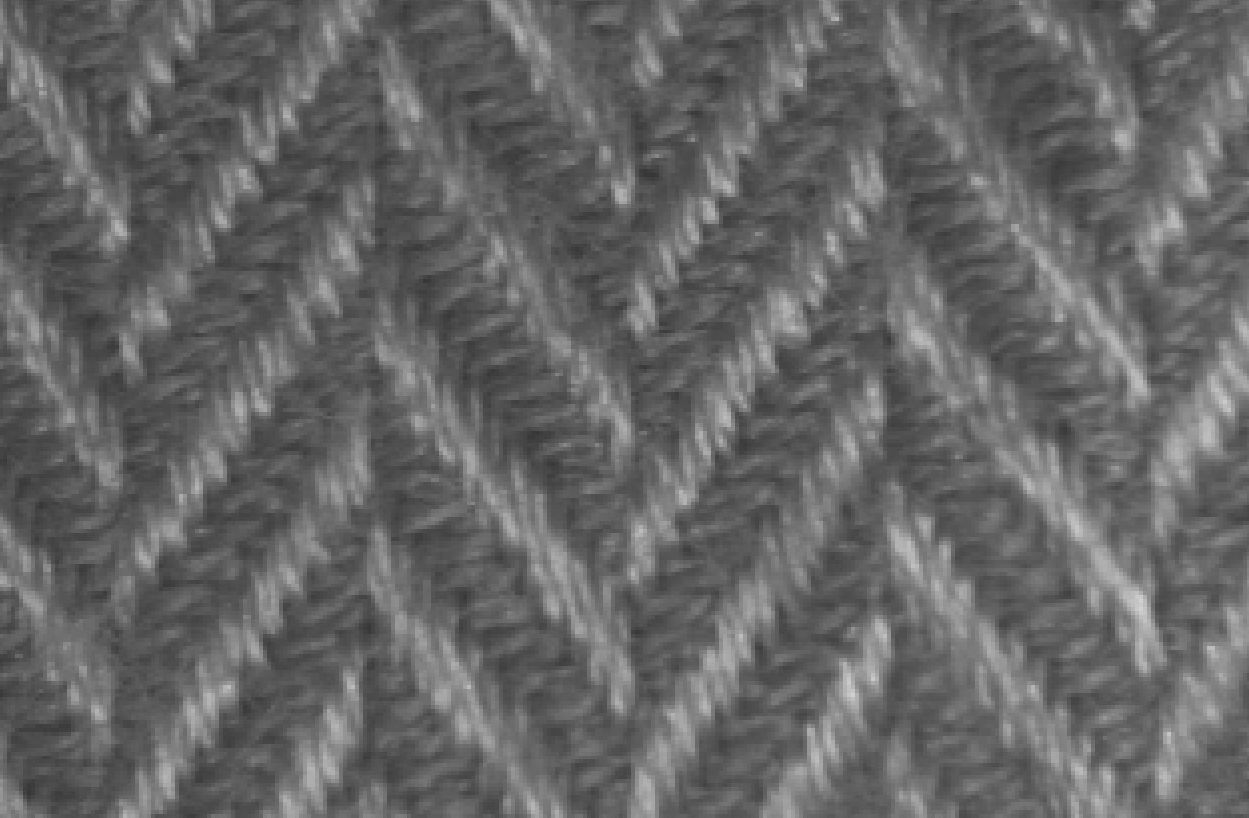
Wygląd powierzchni tkaniny wykonanej w splocie skośnym łamanym – jodełka.

- sploty rypsowe – pochodne splotu płóciennego: poprzeczny, podłużny, skośny „S” lub „Z”;
- sploty panamowe – pochodne splotu płóciennego: regularny, nieregularny;
- sploty skośne – pochodne splotu skośnego zasadniczego: łamany (jodełka), stromorządkowy, wielorządkowy, wzmocniony, krzyżykowy;
- sploty atłasowe – pochodne splotu atłasowego zasadniczego: nieregularny, wzmocniony, cieniowany, wieloskokowy.

Różne kombinacje splotów dają możliwość uzyskania różnorodnych wzorów z żakardowymi włącznie.